# ADAC-Rallye-Junior-Cup
Der ADAC-Rallye-Junior-Cup ist eine Rallyeserie für Nachwuchsfahrer und wird im Rahmen des ADAC-Rallye-Masters ausgetragen.
Es dürfen Fahrer im Alter von bis zu 27 Jahren teilnehmen. Zugelassen sind bis zum Jahr 2012 alle Fahrzeuge, die auch zum ADAC-Rallye-Masters zugelassen sind. Es gibt sechs Vorläufe, von denen die besten vier gewertet werden. Besonders wichtig sind die beiden Endläufe, bei denen es keine Streichergebnisse mehr gibt.

## Cup-Sieger
| Jahr | Fahrer              | Fahrzeug             |
| ---- | ------------------- | -------------------- |
| 1997 | Sven Haaf           | Peugeot 106 Rallye   |
| 1998 | Frank Post          | Suzuki Swift         |
| 1999 | Niko Schneider      | Citroën Saxo         |
| 2000 | Dark Liebehenschel  | Citroën Saxo         |
| 2001 | Holger Knöbel       | VW Polo GTI 16V      |
| 2002 | Ronny Amm           | Citroën Saxo VTS     |
| 2003 | Maik Steudten       | Citroën Saxo VTS     |
| 2004 | Aaron Burkart       | Peugeot 106          |
| 2005 | Rudi Hachenberg     | VW Polo GTI 16V      |
| 2006 | Konstantin Keil     | VW Polo GTI 16V      |
| 2007 | Mathias Kuhnert     | Citroën Saxo VTS     |
| 2008 | Konstantin Keil     | BMW 120d             |
| 2009 | Christian Riedemann | Citroën C2 R2        |
| 2010 | Thomas Robel        | VW Golf V TDI        |
| 2011 | Sepp Wiegand        | VW Lupo/Suzuki Swift |
| 2012 | Raffael Sulzinger   | Ford Fiesta R2       |